# Castello Piccolomini
Castello Piccolomini (z wł. Zamek Piccolominiego) – XIV-wieczny zamek, zlokalizowany w Celano, w regionie Abruzja, we Włoszech.

## Historia
Budowę zamku rozpoczęto w 1392 r. z inicjatywy hrabiego Celano, Pietro Berardiego. Prace zakończono w 1463 r., pod nadzorem siostrzeńca papieża Piusa II, Antonio Todeschini Piccolominiego. W kolejnych latach forteca została przekształcona w rezydencję mieszkalną. W 1591 r. członkowie rodu Piccolomini sprzedał hrabstwo Celano wraz z zamkiem siostrze papieża Sykstusa V, Camilli Peretti. W 1647 r., w czasie rewolucji neapolitańskiej skierowanej przeciwko Burbonom, powstańcy wraz z baronem Antonio Quinzim dell'Aquilą, zajęli zamek, który był później oblegany przez siły gubernatora Abruzji, Pignatelli'ego. Przez kolejne kilkaset lat forteca należała do kilku rodów arystokratycznych.
W 1938 r. budowla została wywłaszczona przez państwo na cele użyteczności publicznej oraz uznana za Narodowy Pomnik. Niebawem przystąpiono do renowacji obiektu w związku ze szkodami, które wyrządziło trzęsienie ziemi z 1915 roku. Prace zostały przerwane przez wybuch II wojny światowej i kontynuowane po jej zakończeniu. Projekt zakończono w 1960 roku.

## Architektura
Konstrukcja zamku łączy ze sobą elementy średniowieczne i renesansowe. Wynika to z faktu, iż obiekt zbudowano w XV wieku jako fortecę obronną, a niedługo później przekształcono w arystokratyczną rezydencję. Budowlę zbudowano na planie prostokąta, z czterema kwadratowymi wieżami w narożnikach. W centrum zlokalizowano dziedziniec.

## Turystyka
Na parterze zamku mieści się Muzeum Sztuki Sakralnej Marsicii. Eksponaty umieszczono w 12 pokojach podzielonych na kilka sekcji: rzeźby, malarstwa, złotnictwa oraz szat liturgicznych. Do najcenniejszych obiektów prezentowanych w muzeum należą XII-wieczne, drewniane drzwi z Kościoła Maryi Panny w Cellis, obraz Dziewica autorstwa Andrei de Litio oraz datowany na 1334 r. krzyż Orsinich.
W 2003 r. na zamku otwarto również Dział Archeologiczny, na którym prezentowane są zbiory sztuki antycznej, zdobyte w wyniku osuszenia jeziora Fucino w II połowie XIX wieku, na zlecenie księcia Alessandro Torlonia. Kolekcja składa się z 184 obiektów oraz 344 brązowych monet rzymskich. Wśród eksponatów znajduje się cenne popiersie Afrodyty z III-II w. p.n.e.